# Les Petits Champions : Game Changers
Les Petits Champions 3
Les Petits Champions : Game Changers ou Les Mighty Ducks : Un nouveau jeu de puissance au Québec (The Mighty Ducks: Game Changers) est une série télévisée américaine en vingt épisodes d'environ 35 minutes créée par Steven Brill, Josh Goldsmith et Cathy Yuspa. Elle est mise en ligne entre le 26 mars 2021 et le 30 novembre 2022 sur la plateforme Disney+.
Elle fait suite à la trilogie de films Les Petits Champions (Jeu de puissance au Québec et The Mighty Ducks en VO) sortis dans les années 1990. Dans la première saison, Emilio Estevez y reprend son rôle d'entraineur de hockey sur glace Gordon Bombay. La saison suivante, Colin Cole — ancien joueur de la LNH — remplace Gordon Bombay au poste d'entraineur.

## Synopsis
Dans le Minnesota, l'équipe de hockey sur glace junior des Mighty Ducks est désormais très compétitive et élitiste, bien loin de ses débuts. Après avoir été évincé de l'équipe, Evan, âgé de 12 ans, décide avec sa mère Alex de former une équipe plus proches des valeurs initiales de l'équipe d'origine mais avec des joueurs moins talentueux. Ils font alors appel au premier coach de l'équipe, l'ancien avocat Gordon Bombay,,.

## Distribution
- Lauren Graham (VF : Marcha Van Boven) : Alex, la mère d'Evan
- Brady Noon (VF : Achille Dubois) : Evan
- Maxwell Simkins (VF : Jean Duprez) : Nick, ami d'Evan
- Swayam Bhatia (VF : Alayin Dubois) : Sofi Hanson-Batt
- Julee Cerda (en) : Stephanie
- Luke Islam (VF : Nathan Willems) : Koob
- Bella Higginbotham (VF : Clara Mullenaerts) : Lauren
- Taegen Burns (VF : Aaricia Dubois) : Maya
- Kiefer O’Reilly (VF : Tim Belasri) : Logan
- De'Jon Watts (VF : Ethan Waku) : Sam
- Emilio Estevez (VF : Simon Duprez) : Gordon Bombay (saison 1)
- Josh Duhamel : Colin Cole (saison 2)

Doublage
- Studio de doublage : Dubbing Brothers Belgique
- Direction artistique : Jennifer Baré
- Adaptation : Caroline Vandjour

Source : carton de doublage sur Disney+

## Production

### Genèse et développement
En 2018, Steven Brill et Jordan Kerner, respectivement scénariste et producteur du film Les Petits Champions (1992), présentent à Tracy Underwood d'ABC Signature une idée pour une série télévisée inspirée du film. Le projet est ensuite officiellement lancé par ABC Signature Studios, avec Steven Brill comme scénariste et producteur délégué. La série est ensuite proposée à plusieurs chaînes et plateformes de streaming. En novembre 2018, il est confirmé que la série sera diffusée sur Disney+. En novembre 2019, Josh Goldsmith, Cathy Yuspa, George Heller et Brad Petrigala sont annoncés à la production. Il est ensuite annoncé que dix épisodes.
Le 2 août 2021, la série est renouvelée pour une deuxième saison. Le 5 novembre, la production écarte Emilio Estevez,.
Le 17 février 2023, la série est annulée.

### Distribution des rôles
En février 2020, Lauren Graham et Brady Noon sont annoncés dans les rôles principaux alors qu'Emilio Estevez est confirmé pour reprendre son rôle de Gordon Bombay. L'acteur est également impliqué dans la production de la série et réalisera un épisode,,. La distribution se complète avec les arrivées de Swayam Bhatia, Taegen Burns, Julee Cerda, Bella Higginbotham, Luke Islam, Kiefer O'Reilly, Maxwell Simkins et De'Jon Watts.

### Tournage
Le tournage devait initialement avoir lieu de février à juin 2020 à Vancouver au Canada. En août 2020, il est annoncé que le tournage peut commencer après un accord entre Disney TV Studios et les instances de Colombie-Britannique avec un protocole strict en raison de la pandémie de Covid-19. Les prises de vues reprennent ensuite en septembre 2020 et doivent avoir lieu jusqu'en décembre de la même année,.

## Épisodes

### Première saison (2021)
1. Coup de sifflet (Game On)
2. En avant ! (Dusters)
3. La Plus belle des défaites (Breakaway)
4. Le Défi des mamans (Hockey Moms)
5. Jouer et gagner (Cherry Picker)
6. L'Esprit des Ducks (Spirit of the Ducks)
7. La Magie de l'étang gelé (Pond Hockey)
8. Le Prix de la victoire (Change on the Fly)
9. Petits secrets entre coaches (Head Games)
10. La Victoire du cœur (State of Play)

### Deuxième saison (2022)
Elle a été diffusée à partir du 28 septembre 2022.
1. Ice Breaker
2. Out of Bounds
3. Coach Classic
4. Draft Day
5. Icing on the Cake
6. Twigs
7. Spirit of the Ducks Part 2
8. Trade Rumors
9. Summer Breezers
10. Lights Out